# Mattitjahu Peled
Mattitjahu Peled (ur. 20 lipca 1923 w Hajfie, zm. 10 marca 1995) – izraelski generał, naukowiec (arabista), parlamentarzysta i działacz pokojowy. W latach 1984–1988 poseł do Knesetu.

## Życiorys
Urodził się 20 lipca 1923 w Hajfie w ówczesnym brytyjskim mandacie Palestyny
Pełnił funkcję dowódcy plutonu w Palmachu. Następnie rozpoczął studia prawnicze w Londynie, ale przerwał je, by wziąć udział w wojnie o niepodległość Izraela w 1948. Walczył również w wojnie sześciodniowej w 1967. Przeszedł na emeryturę w 1969, po czym uzyskał doktorat i był wykładowcą arabistyki na uniwersytecie w Tel Awiwie. W wyborach parlamentarnych w 1984 po raz pierwszy i jedyny dostał się do izraelskiego parlamentu jako kandydat Progresywnej Listy dla Pokoju. W jedenastym Knesecie Knesetu zasiadał w komisjach edukacji i kultury oraz gospodarczej. Zmarł w wyniku choroby nowotworowej 10 marca 1995.

## Życie prywatne
Jego syn Miko Paled i córka Nurit Peled również zostali działaczami pokojowymi.